# 盐山县
盐山县在河北省东南部、宣惠河流贯，是沧州市下辖的一个县，邻接山东省。

## 行政区划
盐山县下辖6个镇、6个乡：
盐山镇、望树镇、庆云镇、韩集镇、千童镇、圣佛镇、边务镇、小庄镇、杨集镇、小营乡、孟店镇和常庄乡。

## 人口
根據第七次人口普查數據，截至2020年11月1日零時，鹽山縣常住人口為411356人。

## 交通
- 205国道、 233国道、 338国道过境。

## 气候
年均温12.1℃，年降水量626.3毫米。